# Peter Farrelly
Peter Farrelly (* 17. prosince 1956, Phoenixville, USA) je americký filmový režisér, scenárista, producent a spisovatel.

## Filmografie - výběr
- 1994 - Blbý a blbější
- 1998 - Něco na té Mary je
- 2000 - Já, mé druhé já a Irena
- 2001 - Těžce zamilován
- 2003 - Bratři jak se patří
- 2007 - Těsně vedle
- 2011 - Týden bez závazků
- 2013 - Mládeži nepřístupno - anticena Zlatá malina
- 2014 - Návrat blbýho a blbějšího
- 2018 - Zelená kniha - Oscar za nejlepší film, za nejlepší původní scénář a za nejlepší mužský herecký výkon ve vedlejší roli (Mahershala Ali); Zlatý glóbus za nejlepší film (komedie / muzikál), za nejlepší mužský herecký výkon ve vedlejší roli a za nejlepší scénář